# Bertrand Lacaste
Bertrand Lacaste est un ecclésiastique français, né à Accous le 26 juin 1897 et mort dans sa maison natale le 20 avril 1994. Il est évêque d'Oran de 1946 à 1972, à la charnière de l'Algérie française et de l'Algérie indépendante.  

## Premières années
Bertrand Lacaste nait à Accous, dans la vallée d'Aspe, le 26 juin 1897. Il fait ses études au petit séminaire, puis est mobilisé en 1917. Il rejoint ensuite le grand séminaire de Bayonne et est ordonné prêtre le 11 mars 1923. Un an préfet de discipline du collège Saint-Joseph d'Oloron, il est nommé en juillet 1924 vicaire du curé de Monein, puis en 1926 vicaire de la paroisse Saint-Martin à Pau. 
En 1931, il rejoint le groupe des missionnaires du Sacré-Cœur, étant devenu un « prédicateur d'une intense conviction », et assure parallèlement l'aumônerie diocésaine de l'Action catholique féminine et de l'ACI (Action catholique des milieux indépendants).
Nommé chanoine par son évêque en 1943, il est chargé le 29 décembre 1945 par le pape Pie XII du diocèse d'Oran.
Il reçoit le 25 mars 1946 la consécration épiscopale de l'évêque de Bayonne, Léon Terrier, de Jean Saint-Pierre, évêque auxiliaire de Carthage, et de Clément Mathieu, évêque d'Aire et Dax.

## Évêque d'Oran

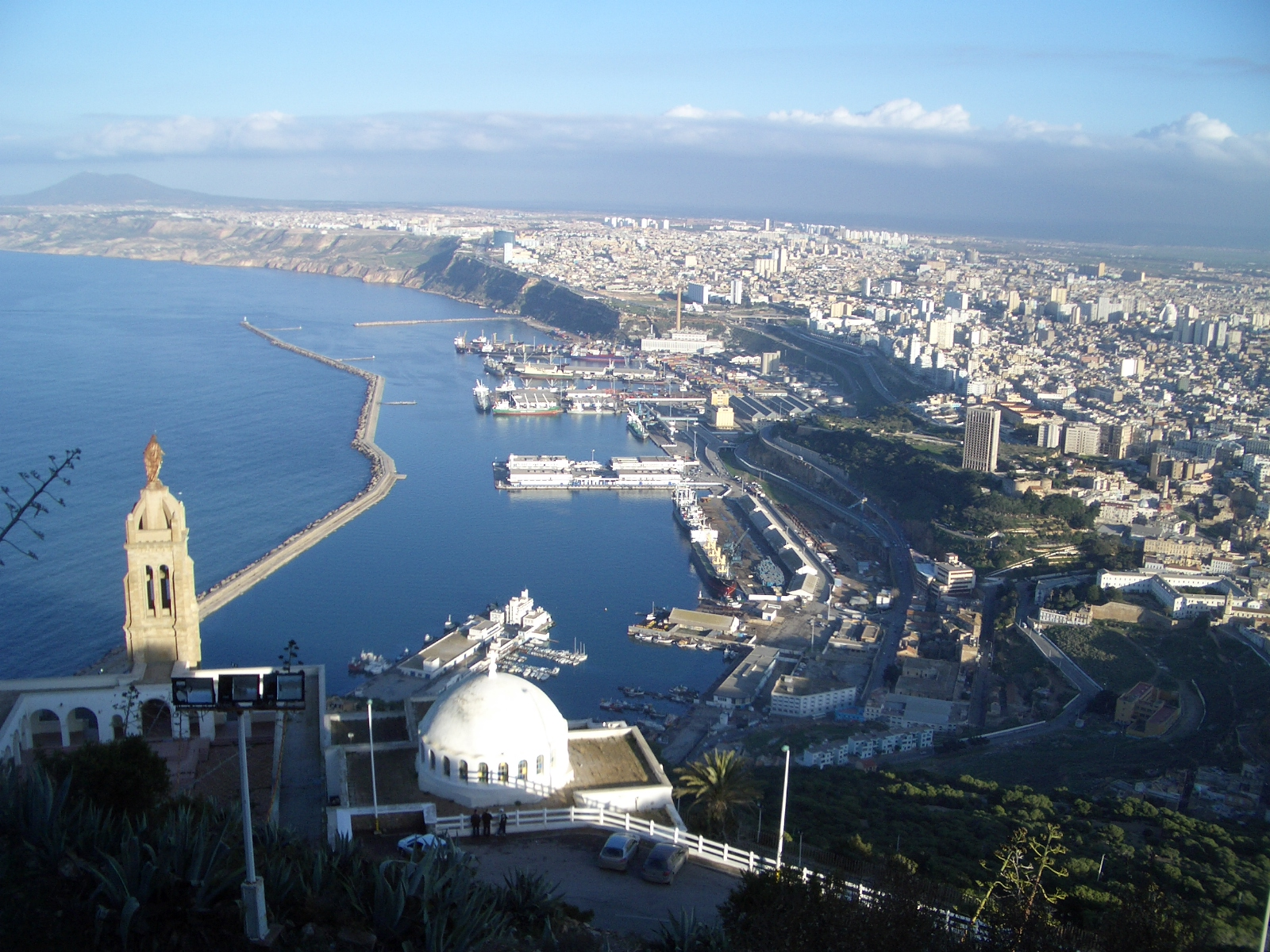
Ville et port d'Oran, vus depuis le fort de Santa-Cruz. Au premier plan, cloître et chapelle de Santa Cruz, édifiés sous l'épiscopat de Bertrand Lacaste.

Arrivé en 1946 à Oran, le nouvel évêque trouve un diocèse ne comptant que 113 prêtres, et dont nombre de communautés rurales n'avaient plus de curé. Le Grand séminaire est fermé, une dizaine de séminaristes étudient à Alger. Il rouvre le Grand séminaire et cherche à susciter des vocations. En 1962, le diocèse comptait 218 prêtres, dont 124 âgés de moins de 50 ans.
Il dote le diocèse d'une centrale d'action catholique, pour favoriser l'action des laïcs au service de la mission de l'église, et de deux maisons pour la vie contemplative.
Visitant régulièrement son diocèse, il prend conscience de la nécessité de réformes politiques et sociales profondes, mais ne prend jamais publiquement position dès lors que le conflit éclate et se développe en Oranie. Il donne au clergé la consigne de rester au-dessus des passions partisanes[réf. nécessaire] ; pourtant le clergé et les congrégations religieuses furent presque tous considérés comme sympathisants de l'Algérie française, et même, plus tard, soupçonnés d'apporter de l'aide active à l'OAS. Il en résulte dans les premiers mois de 1962 des fouilles systématiques par les forces de l'ordre dans les établissements religieux (églises, maisons des Jésuites, des Pères de Timon David, etc.), et l'évêque lui-même sera l'objet de la goguenardise de quelques agents de la force publique : en tournée de confirmation le 22 mai 1962, il est arrêté par des gendarmes qui lui indiquent que pour poursuivre sa route, il devra passer par la « Ville nouvelle », tenue par le FLN, ce qu'il fait sans hésitation, et sans incident.
Arrive l'indépendance et la journée tragique  du 5 juillet 1962. Pour rassurer la population, et l'opinion internationale, le préfet d'Oran décide de créer un « comité de réconciliation », comprenant treize personnalités musulmanes et treize personnalités européennes, en tête desquelles figure l'évêque d'Oran. 
La population chrétienne, déjà très amoindrie par l'exode massif de 1962, continue de s'étioler jusqu'en 1965, et l'église diocésaine se dessaisit au profit des autorités civiles de nombreux biens immobiliers sans usage désormais: églises, presbytères, salles paroissiales, écoles.  
L'évêque participe à toutes les sessions du Concile Vatican II, dont il applique les réformes dans son diocèse. Bertrand Lacaste donne sa démission pour raison d'âge en 1972, âgé de 75 ans, et quitte l'Algérie le 30 janvier 1973.

## «Évêque de la dispersion»
Évêque émérite d'Oran, il prend sa retraite dans son village d'Accous, mais reste, aux yeux de ses anciens diocésains, leur « évêque de la dispersion », participant au pèlerinage de Notre-Dame-du-Salut (N.D de Santa Cruz) de Nîmes-Courbessac, ou encore au pèlerinage des Oranais à Lourdes, le 15 août.
Il meurt à Accous le 20 avril 1994.